# Crkva sv. Roka kod Supetra
Crkva sv. Roka je rimokatolička crkva kod Supetra na Braču.

## Opis
Crkvica sv. Roka nalazi se iznad Supetra na putu za Nerežišća. Podignuta je iznad monumentalnog pristupnog stepeništa i prema natpisu sagradila ju je u prvoj pol. 17. stoljeća obitelj Tironi. Mala jednobrodna građevina s četvrtastom apsidom građena je lomljenim kamenom i pokrivena dvostrešnim krovom od kamenih ploča. U unutrašnjosti je ravni strop.

## Zaštita
Pod oznakom Z-1436 zavedena je kao nepokretno kulturno dobro - pojedinačno, pravna statusa zaštićena kulturnog dobra.